# کاربونارا ال تیچینو
کاربونارا ال تیچینو (به ایتالیایی: Carbonara al Ticino) یک کومونه در ایتالیا است که در استان پاویا واقع شده‌است.

## خصوصیات
کاربونارا ال تیچینو ۱۴٫۶ کیلومترمربع مساحت و ۱٬۴۸۹ نفر جمعیت دارد و ۸۳ متر بالاتر از سطح دریا واقع شده‌است.